# Intercourse (Pensilvania)
Intercourse es un lugar designado por el censo ubicado en el condado de Lancaster en el estado estadounidense de Pensilvania. En el Censo de 2010 tenía una población de 1274 habitantes y una densidad poblacional de 376,97 personas por km².

## Geografía
Intercourse se encuentra ubicado en las coordenadas 40°2′7″N 76°6′45″O / 40.03528, -76.11250. Según la Oficina del Censo de los Estados Unidos, Intercourse tiene una superficie total de 5.44 km², de la cual 0 km² corresponden a tierra firme y (0%) 0 km² es agua.

## Demografía
Según el censo de 2010, había 1274 personas residiendo en Intercourse. La densidad de población era de 376,97 hab./km². De los 1274 habitantes, Intercourse estaba compuesto por el 97.72% blancos, el 0.39% eran afroamericanos, el 0% eran amerindios, el 1.18% eran asiáticos, el 0.16% eran isleños del Pacífico, el 0.31% eran de otras razas y el 0.24% pertenecían a dos o más razas. Del total de la población el 1.57% eran hispanos o latinos de cualquier raza.